# Macronotops curvimarginata
Macronotops curvimarginata är en skalbaggsart som beskrevs av Ma 1993. Macronotops curvimarginata ingår i släktet Macronotops och familjen Cetoniidae. Inga underarter finns listade i Catalogue of Life.